# Мелкий снег
«Мелкий снег» (яп. 細雪, другое название романа — «Снежный пейзаж») — роман японского писателя Дзюнъитиро Танидзаки в трёх книгах, изданный в 1947 году.
В 1957 году опубликован на английском языке под названием «Сёстры Макиока» (The Makioka Sisters). В 1986 году опубликован в русском переводе Татьяны Редько-Добровольской в издательстве «Художественная литература» во втором томе сочинений.

## Сюжет
Роман сосредоточен на жизни четырёх сестёр из семьи Макиока, проживающих в Осаке и Асии (Кансай). Повествование охватывает около шести лет (с середины 1930-х до весны 1941) и целиком сосредоточено на изображении частной жизни героинь. Их внутренний мир и характеры, а также обстановка традиционной японской жизни практически полностью заменяют сюжет; крупное кансайское наводнение, токийское цунами, агрессия против Китая и начало Второй Мировой войны служат лишь фоном для сестёр Макиока. Подобная фокусировка на женских образах в художественном произведении характерна для творчества Танидзаки в целом.

## Персонажи
Главные герои, на которых строится книга, — четыре сестры из некогда необычайно богатой и знаменитой семьи Макиока. Практически все выросли в неге и достатке.
- Цуруко — старшая из сестёр Макиока, живущая с мужем Тацуо и шестью детьми в Токио. В качестве старшей семьи она и Тацуо имеют власть над незамужними сестрами и периодически требуют, чтобы последние переехали к ним — в «главный дом».
- Сатико — вторая по старшинству. Живёт в Асии с мужем Тэйноскэ, дочерью Эцуко и младшими сестрами. В каком-то смысле несет ответственность перед «главным домом» за младших сестёр, но почти не имеет рычагов воздействия на Таэко. Очень хочет завести второго ребёнка, но у неё случается выкидыш.
- Юкико — третья сестра. Очень деликатная и молчаливая, но в решительных моментах предпочитает высказывать все начистоту. Фактически воспитывает Эцуко. Долгое время не может выйти замуж из-за высоких требований к жениху и неосмотрительности старших сестёр на ранних этапах выдачи замуж. Регулярно ездит в Токио по приглашениям Цуруко и Тацуо, хотя и старается оттянуть отъезд насколько это возможно, и там заботится о детях Цуруко.
- Таэко (Кой-сан) — младшая сестра. Самостоятельно зарабатывает себе на жизнь изготовлением кукол. В юности сбежала из дома с Кэйсабуро Окубатой, чем в известной степени запятнала имя Макиока и изрядно затруднила процесс выдачи замуж Юкико. Имела романтическую связь с Окубатой, после — с фотографом Итакурой, а затем — с неким Миёси, от которого забеременела. При родах потеряла ребёнка.

## Судьба романа
Японистка Ирина Львовна Иоффе (И. Львова) пишет:
Когда <…> в 1947 году роман „Мелкий снег“ вышел, наконец, в свет, он сразу завоевал популярность и имел огромный успех. <…> Изголодавшиеся по „пище духовной“ японцы, которых в течение долгих лет потчевали только эрзац-литературой — низкопробным чтивом на военные темы, прославлявшим кровавые „подвиги“ новоявленных самураев, восприняли роман — по образному сравнению японской критики — с тем же чувством, с каким человек, долгое время вынужденный ютиться в грубом, наспех сколоченном дощатом бараке, внезапно очутился бы в добротном, по всем правилам построенном доме.